# 돌아와요 부산항
"돌아와요 부산항"는 1978년에 개봉한 대한민국의 영화이다.

## 캐스팅
- 김희라
- 유정희
- 유장현
- 이경희
- 최용원
- 이해룡
- 김왕국
- 이예성
- 양일민
- 김기범
- 김승남
- 마도식
- 조춘
- 길도태랑
- 이성희
- 이승열
- 손전
- 김신명
- 최문섭
- 이지영
- 전소영
- 조현숙
- 이해숙
- 문경희
- 김종석
- 최낙준
- 방재만
- 이정순
- 정금수
- 허영식
- 이정만
- 이춘식
- 민손숙
- 김미성 (특별출연)